# موساکونگو

موساکونگو شهری در شهرستان سولنزو در استان بانوا در بورکینافاسوی غربی است و جمعیت آن ۳,۳۱۰ نفر است.